# Nezumia orbitalis
Nezumia orbitalis és una espècie de peix de la família dels macrúrids i de l'ordre dels gadiformes.

## Morfologia
- Els mascles poden assolir 20 cm de llargària total.[6][7]

## Hàbitat
És un peix d'aigües profundes que viu entre 523-800 m de fondària.

## Distribució geogràfica
Es troba des del Golf de Panamà fins al nord del Perú, incloent-hi les Illes Galápagos.